# Bundeswettbewerb Mathematik

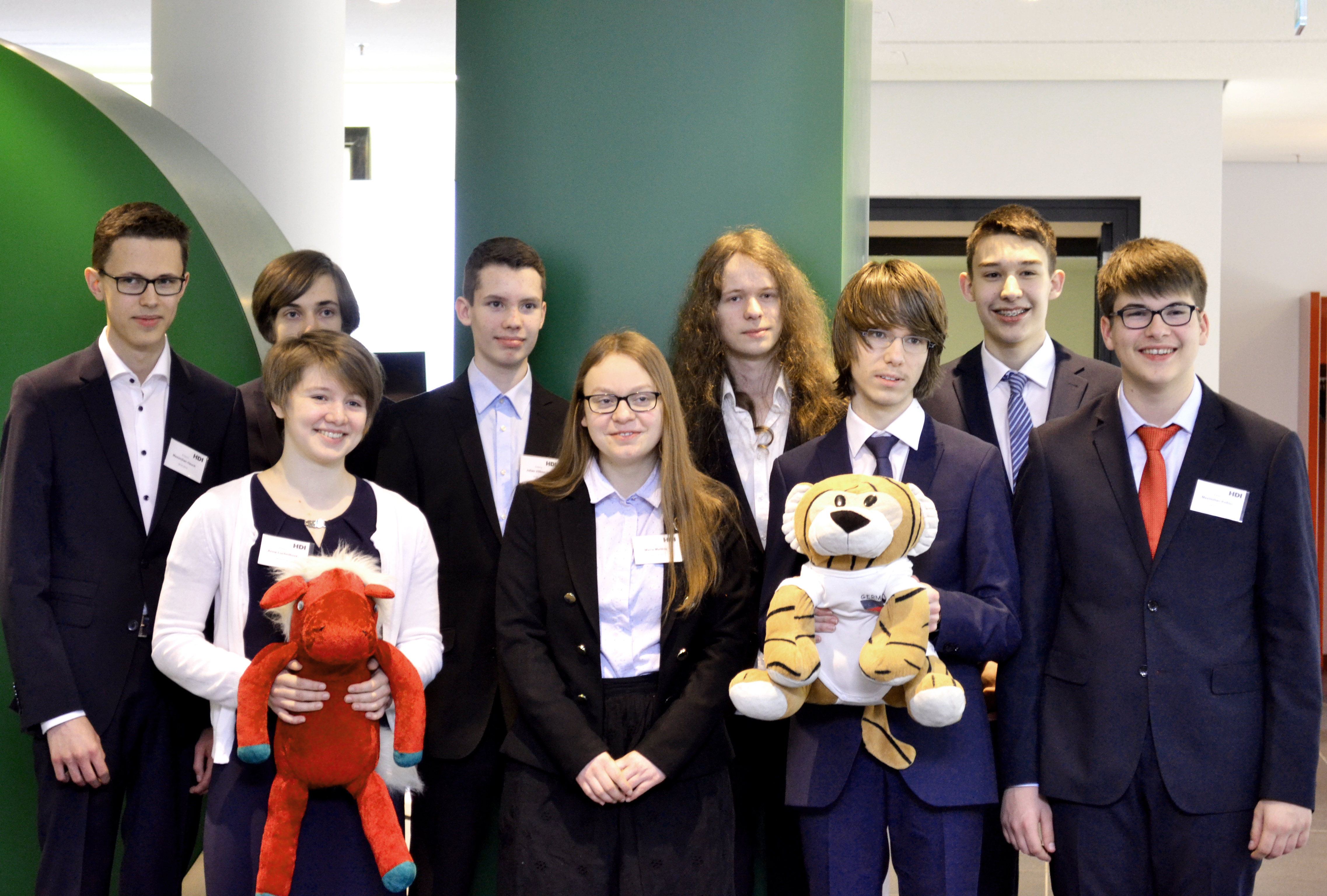
Deutschlands beste Nachwuchs-Mathematiker: Die Sieger des Bundeswettbewerbs Mathematik 2018

Der Bundeswettbewerb Mathematik (BWM) ist ein bundesweiter Mathematikwettbewerb in Deutschland, der sich vorrangig an Schüler der Oberstufe richtet. Er findet seit 1970 jährlich statt. Träger des Wettbewerbs ist Bildung & Begabung, das Talentförderzentrum des Bundes und der Länder.

## Geschichte
Der Wettbewerb wurde 1970 vom Stifterverband für die Deutsche Wissenschaft ins Leben gerufen, der gemeinsam mit dem Bundesministerium für Bildung und Forschung und Sponsoren aus der Wirtschaft den Wettbewerb finanziert. Ausgerichtet wird der Wettbewerb von Bildung und Begabung. Die Schirmherrschaft trägt traditionell der Bundespräsident Deutschlands. Seit der Wiedervereinigung Deutschlands findet der Bundeswettbewerb in ganz Deutschland statt – ebenso wie auch die Mathematik-Olympiade, der Mathematikwettbewerb der ehemaligen DDR.
Die erste im Bundeswettbewerb gestellte Aufgabe lautete: „An einer Tafel stehen die Zahlen 1, 2, ... , 1970. Man darf irgend zwei Zahlen wegwischen und dafür ihre Differenz anschreiben. Wiederholt man diesen Vorgang genügend oft, so bleibt an der Tafel schließlich nur noch eine Zahl stehen. Es ist nachzuweisen, daß diese Zahl ungerade ist.“
- Zu Beginn stehen 985 gerade und 985 ungerade Zahlen auf der Tafel. Damit ist die Anzahl der ungeraden Zahlen ungerade.
- Mit jedem Rechenschritt verringert sich die Gesamtzahl um 1: Zwei Zahlen werden gestrichen, eine kommt hinzu. Wir erreichen also nach 1969 Schritten den beschriebenen Endzustand mit genau einer Zahl.
- Für die beiden zu streichenden Zahlen gibt es drei Fälle zu unterscheiden: Beide sind gerade, beide ungerade oder je eine gerade und ungerade.
  - Sind beide Zahlen gerade, ist auch ihre Differenz gerade. Es werden also zwei gerade Zahlen gestrichen, eine kommt hinzu. An der Anzahl ungerader Zahlen ändert sich nichts.
  - Sind beide Zahlen ungerade, ist ihre Differenz gerade. Es werden also zwei ungerade Zahlen gestrichen, und eine gerade Zahl kommt hinzu. Die Anzahl ungerader Zahlen reduziert sich um zwei.
  - Sind beide Zahlen von verschiedener Parität, ist ihre Differenz ungerade. Es werden also je eine gerade und ungerade Zahl gestrichen, eine ungerade kommt hinzu. An der Anzahl ungerader Zahlen ändert sich nichts.
- Mit jedem Schritt ändert sich die Anzahl ungerader Zahlen also entweder gar nicht oder sie reduziert sich um 2. Ausgehend von 985 ungeraden Zahlen bleibt deren Anzahl nach jedem Schritt ungeradzahlig.
- Damit ist auch nach dem letzten Schritt die Anzahl ungerader Zahlen selbst ungerade. Die letzte verbliebene Zahl muss also ungerade sein. Wäre keine ungerade Zahl verblieben, wäre also deren Anzahl Null, so entstünde ein Widerspruch zu der Herleitung, dass die Anzahl ungerader Zahlen immer ungerade sein muss.

Seit 1970 (Stand: Juni 2017) nahmen in der ersten Runde über 70.000 Schüler teil. Darunter waren 13.510 Schülerinnen (etwa 19 % der Gesamtzahl). An der zweiten Runde nahmen rund 12.800 Schüler teil; in der dritten Runde waren es insgesamt knapp über 2.600 Teilnehmer. Insgesamt gab es bisher über 400 Bundessieger, von denen einige auch mehrfach ausgezeichnet wurden. Bekannte Preisträger sind die beiden deutschen Fields-Medaillen-Gewinner Gerd Faltings und Peter Scholze.

## Ablauf
Der dreistufige Wettbewerb besteht aus zwei Hausaufgabenrunden und einem mathematischen Fachgespräch in der abschließenden dritten Runde.

### Erste Runde
Die erste Runde beginnt Anfang Dezember und steht Schülern aller Klassenstufen offen, die eine Schule in Deutschland besuchen. In seinen inhaltlichen Anforderungen richtet sich der Wettbewerb aber an die Klassen 9 bis 13 von Schulen, die zur allgemeinen Hochschulreife führt. Auch Gruppenarbeit ist zugelassen: Maximal drei Teilnehmende können sich zu einer Gruppe zusammenschließen und gemeinsam eine Arbeit einreichen. Wird eine Gruppenarbeit mit einem Preis ausgezeichnet, erlangt damit jedes Mitglied dieser Gruppe die Teilnahmeberechtigung für die zweite Runde. Bis zum Einsendeschluss Anfang März sind vier Aufgaben aus verschiedenen mathematischen Teilgebieten zu lösen.
Die Korrekturen der ersten Runde dauern meist bis Ende Mai. Bereits für eine vollständig gelöste Aufgabe erhält man eine Anerkennung, ab drei gelösten Aufgaben gibt es eine Urkunde.

### Zweite Runde
Die Preisträger der ersten Runde sind zur Teilnahme an der zweiten Runde berechtigt. Wer erfolgreich in einer Gruppe teilgenommen hat, qualifiziert sich ebenfalls, muss die Aufgaben der zweiten Runde aber allein bearbeiten. Wiederum sind vier Aufgaben zu lösen, diese sind deutlich schwieriger als die der ersten Runde, auch ist die Bearbeitungszeit bis zum Einsendeschluss am 1. September etwa einen Monat kürzer als für die erste Runde.
Die Korrekturen der zweiten Runde dauern meist bis Anfang November. Wie in der ersten Runde gibt es erste, zweite und dritte Preise für Teilnehmer, die mindestens drei Aufgaben gelöst haben. Die Preisträger erhalten ihre Urkunden Anfang Dezember auf regionalen Preisverleihungen. Außerdem werden Geldpreise vergeben. Die Preisträger dürfen zudem an den Vorauswahlklausuren für das deutsche Team der Internationalen Mathematik-Olympiade teilnehmen. Einzelne Länder veranstalten auch mathematische Seminare für die Preisträger.

### Dritte Runde
Wer in der zweiten Runde einen ersten Preis erreicht hat, wird – sofern er nicht bereits in einem früheren Wettbewerb Bundessieger geworden ist – zur dritten Runde eingeladen. Diese findet Anfang Februar als Kolloquium statt. Hier führen die Teilnehmer ein knapp einstündiges Fachgespräch mit einem Mathematiker aus Universität und Schule. Auf der Basis dieser Gespräche werden die Bundessieger ausgewählt. Frühere Bundessieger, die erneut einen ersten Preis in der zweiten Runde geschafft haben, werden automatisch wieder Bundessieger, ohne die dritte Runde ein weiteres Mal zu durchlaufen. Für die Anzahl der Bundessieger gibt es keine Einschränkungen, durchschnittlich sind es zwischen zehn und 20 Preisträger.
Die Bundessiegerpreisverleihung findet meist im April statt. Neben einer Urkunde gibt es Geld- und Sachpreise, mehrfache Bundessieger werden zusätzlich durch Sonderpreise geehrt. Außerdem werden die Bundessieger in die Studienstiftung des deutschen Volkes aufgenommen, dürfen einen Forschungsaufenthalt am Max-Planck-Institut für Mathematik in Bonn absolvieren und werden zu Veranstaltungen wie dem Tag der Talente eingeladen.

## Aufgaben
Die Aufgaben stammen aus verschiedenen Teilgebieten der Mathematik. Unter den vier Aufgaben befindet sich immer eine aus der Geometrie, meist ebene Geometrie, in der zweiten Runde aber auch vereinzelt im dreidimensionalen Raum. Weitere Aufgabentypen, die sehr oft vertreten sind, sind Gleichungen und Ungleichungen, kombinatorische Spiele und Zahlentheorie. Im Aufgabenarchiv des Wettbewerbs finden sich alle Aufgaben seit 1999.
Neben einer korrekten Lösung wird bei der Korrektur – besonders in der zweiten Runde – viel Wert auf eine saubere Darstellung gelegt.

## Sonderwettbewerb
Zum Jahr der Mathematik 2008 wurde ein Sonderwettbewerb veranstaltet, in dem es nicht um das Lösen von Aufgaben ging, sondern in dem Schüler selbst Aufgaben erfinden sollten.